# Dudenville, Missouri

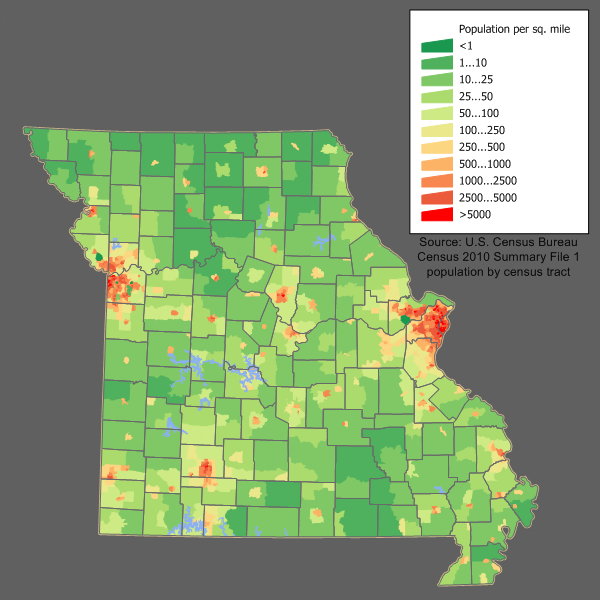
Harta populației statului

Dudenville (cunoscută ca Chambersville ori Chambersburg)  este o localitate neîncorporată situată parțial în două comitate, în sud-vestul comitatului Dade, respectiv în nord-estul comitatului Jasper, statul Missouri, Statele Unite ale Americii.
Destul de straniu, numele localității fusese alternativ schimbat din Chambersville (ori Chambersburg) în Dudenville depinzând după apartenența proprietarului magazinului central (care coordona și oficiul poștal local) la un partid politic semnificativ sau altul (Republican ori Democrat).
Schimbarea numelui localității a încetat în anul 1900, când serviciul poștal local a fost oprit. În același timp cu discontinuarea serviciului poștal local, numele Dudenville a fost singurul nume folosit până astăzi.

## Geografie
Dudenville se găsește la altitudinea de 331 metri (sau 1,086 feet), fiind la coordonatele 37°18′20″N 94°5′0″V / 37.30556°N 94.08333°V (37.3056082 -94.0832735).